# Iablunivka, Nosivka
Iablunivka (în ucraineană Яблунівка) este un sat în comuna Tertîșnîkî din raionul Nosivka, regiunea Cernihiv, Ucraina.

## Demografie
Componența lingvistică a localității Iablunivka
     Ucraineană (99,08%)
     Alte limbi (0,92%)
Conform recensământului din 2001, majoritatea populației localității Iablunivka era vorbitoare de ucraineană (99,08%), existând în minoritate și vorbitori de alte limbi.